# 冯江华
冯江华（1964年11月—），男，汉族，湖南衡阳人，中华人民共和国政治人物。现任中国中车首席科学家、中车株洲电力机车研究所有限公司总工程师。第十四届全国政协委员。